# South Congress
South Congress, ou SoCo, est un quartier d'Austin, la capitale de l'État américain du Texas.